# Mario Dionisio
Mário Dionísio (Lisboa, 16 de julio de 1916 - íd., 17 de noviembre de 1993) fue un crítico, escritor, pintor y profesor portugués. Fue padre de Eduarda Dionísio.

## Biografía
Se licenció en Filología Románica en 1940 en la Facultad de Letras de Lisboa. Fue profesor de secundaria y luego de la Facultad de Letras de Lisboa donde había estudiado. Escribió poesía y narrativa corta y extensa e hizo crítica literaria y artística, colaborando en diversas publicaciones periódicas (Seara Nova, Vértice, Diário de Lisboa, Mundo Literário (1946-1948), Gazeta Musical e de todas as Artes), dando conferencias e interviniendo en debates, siendo, en suma, un gran dinamizador cultural, y prologando obras de autores como Manuel da Fonseca, Carlos de Oliveira, José Cardoso Pires y Alves Redol.
Fuertemente ligado a las artes plásticas, emprendió también una actividad como pintor desde 1941 y fue uno de los principales impulsores de las Exposiciones Generales de Artes Plásticas; integró el jurado de la II Exposição de Artes Plásticas de la Fundación Caloteaste Gulbenkian y escribió un sinnúmero de textos sobre arte de diverso orden, desde simples críticas hasta publicaciones de referencia como A Paleta e o Mundo; etc.
Como artista plástico usó los pseudónimos de Leandro Gil y José Alfredo Chaves y participó en diversas exposiciones colectivas, en especial en las Exposiciones Generales de Artes Plásticas de 1947, 48, 49, 50, 51 y 53. Su primera exposición individual fue en 1989.
Mário Dionísio desempeñó un papel relevante en la teorización del neorrealismo portugués, "movimiento literario que, en los años de 1940 y 1950, a luz del materialismo histórico, valorizó la dimensión ideológica y social del texto literario, en cuanto instrumento de intervención y de concienciación". Descontento de las tentativas de reforma cultural emprendidas por los intelectuales de esta corriente, "participó en un esfuerzo conjunto de aproximar el arte y lo público, de lo que resultó, por ejemplo, la obra A Paleta e o Mundo, constituida por una serie de lecciones sobre el arte moderno. Poeta y fabulador puro, fiel al «nuevo humanismo», atento a la verdad del individuo, a sus dolorosas contradicciones, acogió en su obra el espíritu de la modernidad y las revoluciones lingüísticas y narrativas del arte contemporáneo".
En septiembre de 2009 abrió la público la Casa da Achada – Centro Mário Dionísio, fundada en Lisboa en septiembre del año anterior por más de medio centenar de familiares, amigos, exalumnos, exasistentes, conocedores y estudiosos de su obra, con la pretensión de ser un centro cultural en la ciudad de Lisboa. La institución es dirigida por la hija del escritor, Eduarda Dionísio.

## Algunas obras

### Poemas y narrativa
- O Dia Cinzento (1944, cuentos)
- As Solicitações e Emboscadas (1945, poesía)
- O Riso Dissonante (1950, poesía)
- Memória dum Pintor Desconhecido (1965, poesía)
- Poesía Incompleta (1966, reunión de toda su obra publicada hasta entonces)
- Le Feu qui Dort (1967, poesía)
- Não Há Morte Nem Princípio (1969, novela)
- Terceira Idade (1982, poesía)
- Monólogo a Duas Vozes (1986, cuentos)
- Autobiografia (1987, memorias)
- A Morte É para os Outros (1988, cuentos)
- Historias e Vagabundagens (2000, poesía)

### Obras sobre pintura
- Vincent van Gogh (1947)
- Conflito e Unidade da Arte Contemporânea (1958)
- A Paleta e o Mundo (1956, publicada luego en 5 vols.)
- O Músico (1948)
- Introdução á pintura (1963)